# سپردن اختیارات تام

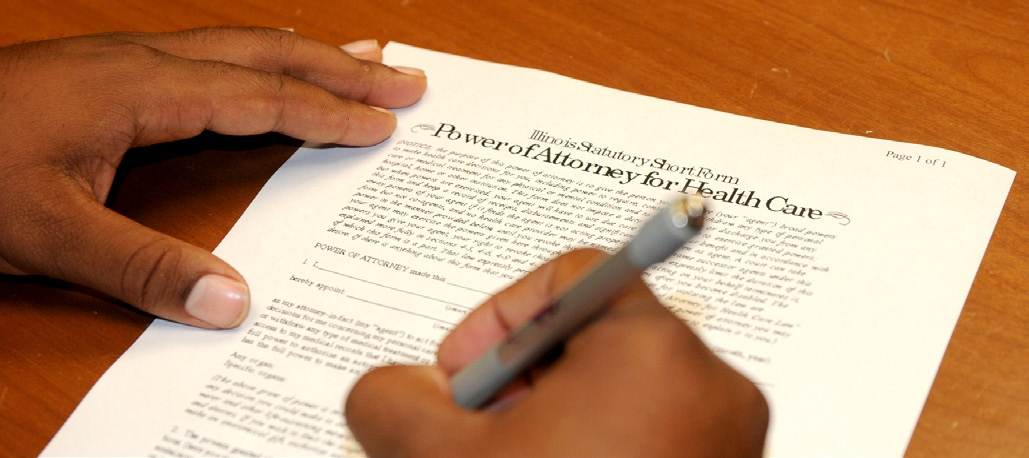
وکالتنامه

اجازه‌نامه کتبی شخصی (به انگلیسی: power of attorney (POA)) یک اجازه‌نامه کتبی برای دادن نمایندگی یا انجام عملی در امور خصوصی همچون کسب و کار یا برخی مسائل قانونی دیگر که ممکن است گاهی در برابر خواسته‌های اشخاص ثالث باشد. فرد اجازه دهنده فردی است که قدرت و اختیار را به فرد دیگر می‌دهد.